# 水谷四郎
水谷 四郎（みずたに しろう、1944年（昭和19年）12月2日 - ）は、日本の通産官僚。元通商産業省生活産業局長。

## 略歴
- 東京都立大学附属高等学校卒業
- 東京大学法学部卒業
- 1968年（昭和43年）4月：通商産業省入省。鉱山局鉱政課属。同期に、松宮勲、村田成二（事務次官）、今野秀洋（初代経産審議官）、近藤隆彦（三菱電機専務執行役、特許庁長官）、一柳良雄、野口宣也（日本IBM執行役員、JETROニューヨーク事務所長）など
- 通商産業省生活産業局通商課長。
- 1996年（平成8年）6月：日本銀行政策委員会経済企画庁代表委員。
- 1997年（平成9年）7月：通商産業省生活産業局長。
- 1998年（平成10年）6月：財団法人国際経済交流財団顧問。
- 2000年（平成12年）7月：中部電力株式会社支配人企画部部長。
- 2001年（平成13年）6月：中部電力株式会社取締役静岡支店長。
- 2003年（平成15年）6月：中部電力株式会社常務取締役。
- 2003年（平成15年）6月：株式会社国際デザインセンター取締役。
- 2005年（平成17年）6月：中部電力株式会社代表取締役副社長。
- 2005年（平成17年）6月：東邦石油株式会社代表取締役社長。
- 2005年（平成17年）6月：中部テレコミュニケーション株式会社取締役。